# Manifestations contre l'Anpo

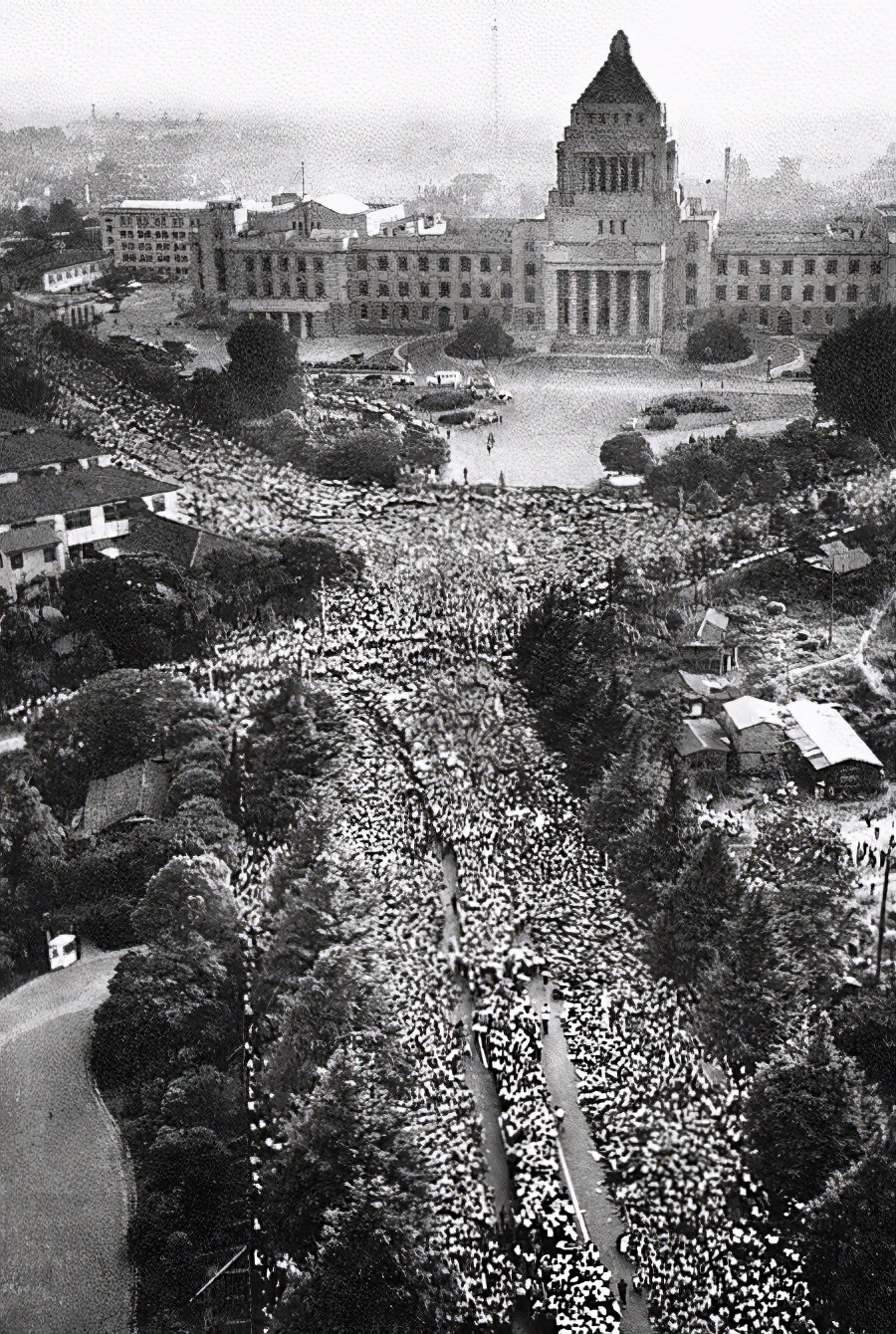
Les manifestations contre l'Anpo en 1960 devant le bâtiment de la Diète nationale.

Les manifestations contre l'Anpo, simplement manifestations Anpo, ou encore lutte Anpo (安保闘争, Anpo tōsō), sont une série d'importantes manifestations dans tout le Japon de 1959 à 1960, puis à nouveau en 1970, contre le traité de sécurité entre les États-Unis et le Japon, qui est le traité qui permet aux États-Unis de maintenir des bases militaires sur le sol japonais. Le nom des manifestations vient du terme japonais pour dire « traité de sécurité », qui est Anzen Hoshō Jōyaku (安全保障条約), ou en abrégé  Anpo (安保).
Les manifestations de 1959 et 1960 sont organisées en opposition à une révision de 1960 du traité de sécurité original de 1952 et sont finalement devenues les plus grandes manifestations populaires de l'ère moderne du Japon. Au point culminant des manifestations en juin 1960, des centaines de milliers de manifestants encerclent presque quotidiennement le bâtiment de la Diète nationale du Japon à Tokyo, et de grandes manifestations ont lieu dans d'autres villes du pays.
Le 15 juin, des manifestants se frayent un chemin dans l'enceinte même de la Diète, provoquant un violent affrontement avec la police au cours duquel une étudiante de l'université de Tokyo, Michiko Kanba, est tuée. À la suite de cet incident, une visite prévue au Japon par le président américain Dwight D. Eisenhower est annulée et le premier ministre Nobusuke Kishi est contraint de démissionner.
Une seconde vague de protestations a lieu en 1970, au moment du renouvellement automatique du traité de 1960. Bien que de plus courte durée, ces manifestations ultérieures ont également atteint une ampleur significative.